# 2005年の台風
2005年の台風（2005ねんのたいふう、太平洋北西部で発生した熱帯低気圧）のデータ。
台風の発生数は23個で、平年(26.7個)よりも少なめであったが、日本への上陸数は3個(平年2.6個)とほぼ平年並みであった。
この年は、九州地方や四国地方など西日本への台風の接近数が少なかった。しかし、9月に西日本に上陸した台風14号は、各地に大きな被害をもたらした。
なお2005年は、北西太平洋における台風の活動は平年並であったが、北大西洋におけるハリケーンの活動が非常に活発で、様々な記録が生まれた。発生数は27個に達し過去最多の記録となったほか、「カトリーナ」などの記録的なハリケーンも多く、被害が続出した。

## 月別の台風発生数
| 1月 | 2月 | 3月 | 4月 | 5月 | 6月 | 7月 | 8月 | 9月 | 10月 | 11月 | 12月 | 年間 |
| --- | --- | --- | --- | --- | --- | --- | --- | --- | ---- | ---- | ---- | ---- |
| 1   |     | 1   | 1   | 1   |     | 5   | 5   | 5   | 2    | 2    |      | 23   |

## 「台風」に分類されている熱帯低気圧

### 台風1号（クラー）
200501・01W
1月15日にカロリン諸島付近で発生し、アジア名「クラー（Kulap）」と命名された。命名国はタイで、「バラ」を意味する。台風は、シベリアから日本を通過して太平洋にまで吹き出していた寒気の影響で、寒気に押し出されるように北東に移動した。

### 台風2号（ロウキー）
200502・02W・オウリング
3月15日にフィリピンの東で発生し、アジア名「ロウキー（Roke）」と命名された。命名国はアメリカで、男性の名前に由来する。また、フィリピン大気地球物理天文局（PAGASA）はこの台風について、フィリピン名「オウリング（Auring）」と命名している。台風はその後フィリピン方面へ進み、フィリピン中部のサマール島やレイテ島などを通過して南シナ海に抜けた。この台風によって7人の死者が出た。なお、3月中に台風が発生したのは1993年以来、12年ぶりであった。

### 台風3号（ソンカー）
200503・03W・ビジン
4月23日にフィリピンの東で発生し、アジア名「ソンカー（Sonca）」と命名された。命名国はベトナムで、「さえずる鳥」を意味する。また、フィリピン大気地球物理天文局はこの台風について、フィリピン名「ビジン（Bising）」と命名している。台風はその後勢力を強めながら北上し、小笠原諸島に接近した。前年の台風1号と似たような進路であった。

### 台風4号（ネサット）
200504・04W・ダンテ
5月31日にカロリン諸島付近で発生し、アジア名「ネサット（Nesat）」と命名された。命名国はカンボジアで、「漁師」を意味する。また、フィリピン大気地球物理天文局はこの台風について、フィリピン名「ダンテ（Dante）」と命名した。台風はその後、フィリピンの東で勢力を強めて北上し、伊豆諸島に接近した。この台風の北上により、関東・甲信地方で梅雨入りとなった。

### 台風5号（ハイタン）
200505・05W・フェリア
7月12日9時に日本のはるか南東海上で発生し、アジア名「ハイタン（Haitang）」と命名された。命名国は中国で、「野生リンゴ」を意味する。また、フィリピン大気地球物理天文局はこの台風について、フィリピン名「フェリア（Feria）」と命名した。台風はそのまま西寄りに進み、先島諸島に接近して暴風域に巻き込んだ。沖縄県の与那国島では54.8m/sの最大瞬間風速を記録している。台風は18日10時頃には台湾に上陸。1日かけて台湾を横断後、勢力はかなり弱まったものの中国大陸に再上陸し、その後消滅した。
この台風は中国や台湾などに大きな被害をもたらし、13人の死者を出した。またこの台風は、2005年に発生した台風の中で最も勢力が強かった。

### 台風6号（ナルガエ）
200506・06W
7月20日にウェーク島の近海で発生し、アジア名「ナルガエ（Nalgae）」と命名された。命名国は北朝鮮で、「翼（つばさ）」を意味する。台風の勢力はほとんど強まらず、ピーク時の中心気圧も990 hPaであった。

### 台風7号（バンヤン）
200507・07W
7月22日にフィリピンの東の海上で発生し、アジア名「バンヤン（Banyan）」と命名された。台風は24日に沖ノ鳥島の北東海上で大型の台風となり、最大風速は30m/sとなった。その後は勢力がやや衰え、静岡県御前崎の南およそ270kmの海上に達し、26日には暴風域が消滅したが、最大風速25m/sの勢力を保ったまま徐々に進路を北東に変え、26日に千葉県鴨川市付近に上陸。その後千葉県の沿岸部を北北東へ進んだ。
台風の北上に伴って25日から26日夕方にかけて、東海地方から関東地方の山沿いを中心に、各地で激しい雨が降った。最大1時間降水量は、静岡県伊豆市天城山で55mmに達した。また26日の総雨量は、神奈川県箱根山で400mm、天城山で418mmとなった。伊豆諸島の八丈島では33.0m/sの最大瞬間風速を記録している。
この台風により5人が負傷した（重傷者1人・軽傷者4人）ほか、住家2棟が一部損壊した。

### 台風8号（ワシ）
200508・08W
7月29日に南シナ海北部で発生し、アジア名「ワシ（Washi）」と命名された。命名国は日本で、「わし座」を意味する。台風は海南島に上陸し、トンキン湾を通過してベトナム北部へと進んだ。

### 台風9号（マッツァ）
200509・09W・ゴリオ
7月31日にフィリピンの東で発生し、アジア名「マッツァ（Matsa）」と命名された。命名国はラオスで、魚の名前に由来する。また、フィリピン大気地球物理天文局はこの台風について、フィリピン名「ゴリオ（Gorio）」と命名した。台風は発達しながら北上して、8月2日3時には強風域の直径1,000kmという大型の台風となった。3日には中心気圧955hPa・最大風速40m/s・暴風域半径170kmと勢力を保ちながら先島諸島に接近。沖縄本島地方を強風域に巻き込みながら4日に石垣島を通過し、通過時の19時46分に石垣市登野城で958.1hPaの最低気圧を観測している。台風はその後も北上を続け、6日に中国浙江省の温州市付近に上陸した。7日に華中で進路を北に向け、21時に熱帯低気圧に変わり、8日15時には山東半島で温帯低気圧に変わって北東に進んだ。その後渤海を通過して 9日21時に遼東半島で消滅した。

### 台風10号（サンヴー）
200510・10W・フアニン

8月11日にフィリピンの東で発生し、アジア名「サンヴー（Sanvu）」と命名された。命名国はマカオで、「サンゴ」を意味する。また、フィリピン大気地球物理天文局はこの台風について、フィリピン名「フアニン（Huaning）」と命名した。台風は北上し、中国大陸へと上陸した後に消滅した。

### 台風11号（マーワー）
200511・11W

8月19日18時にマリアナ諸島の北西海上で発生し、アジア名「マーワー（Marwar）」と命名された。北西に進みながら急速に勢力を強め、非常に強い勢力となり、21日18時から22日0時にかけて最盛期を迎えた。硫黄島の南西海上に達した23日頃には進路を北寄りに、潮岬南東海上に達した25日には進路を北東にそれぞれ変えた。その後台風は25日頃に北緯30度を越え、この頃から勢力は徐々に衰えつつあったが、それでもなお強い勢力で26日2時過ぎに三浦半島を通過し、4時半頃に千葉県千葉市付近に上陸。その後は進路を東寄りに変えつつ、鹿島灘から本州の東海上に進み、28日0時に温帯低気圧に変わった。

### 台風12号（グチョル）
200512・12W

8月21日午後に南鳥島の西で発生し、アジア名「グチョル (Guchol)」と命名された。命名国はミクロネシアで、「うこん」を意味する。台風は北上し、北緯40度を超えて25日に温帯低気圧に変わった。なお、この台風のすぐ西には台風11号が存在していた。

### 台風13号（タリム）
200513・13W・イサン

8月27日にマリアナ諸島付近で発生し、アジア名「タリム（Talim）」と命名された。台風は発達しながら沖縄方面へと進み、先島諸島に接近。沖縄県石垣市で59.1m/s、同県与那国町で56.1m/sの最大瞬間風速をそれぞれ観測した。9月1日に台湾に上陸後、台湾海峡を経て中国大陸へと上陸。9月2日に熱帯低気圧に変わった。

### 台風14号（ナービー）
200514・14W・ジョリーナ
8月29日21時に、マリアナ諸島付近で発生し、アジア名「ナービー（Nabi）」と命名された。西進しながら大型で非常に強い勢力にまで発達し、沖ノ鳥島から日本の南を北北西に進んだ。 9月4日には、大東島地方や奄美地方などが風速25メートル以上の暴風雨域に入った。その後は進路を次第に北寄りに変えて九州の南海上に接近し、広い暴風域を維持したまま九州地方の西岸に沿って北上。6日13時頃熊本県天草下島を通過し、14時過ぎに長崎県諫早市付近に上陸した。そして九州北部を通過し、6日夜には福岡県岡垣町付近か山陰沖に抜け、スピードを速めて日本海を北東進した後に、7日夜に北海道檜山支庁せたな町に再上陸した。そして北海道北部を通過し、8日朝にオホーツク海へと抜けた。

### 台風15号（カーヌン）
200515・15W・キコ
9月7日にフィリピンの東で発生し、アジア名「カーヌン（Khanun）」と命名された。台風は時速約30 kmで北北西に進み、10日の夜に沖縄県先島諸島に接近。宮古島や石垣島を暴風域に巻き込みながら進んだ。その後も北上を続け、11日に中国の浙江省に上陸。13日に黄海上で温帯低気圧に変わった。
台風の接近に伴い、沖縄県先島諸島では約2,300世帯が停電した。この台風により、中国で14人が死亡した。また、沖縄県の大神島と与那国島では、11日に予定されていた衆議院選挙の投票が、投票日を9日と10日にそれぞれ繰り上げて実施された。

### 台風16号（ヴェセンティ）
200516・16W

9月16日に南シナ海で発生し、アジア名「ヴェセンティ（Vicente）」と命名された。命名国はアメリカで、男性の名前に由来する。台風はベトナムやタイなどに被害を出した。

### 台風17号（サオラー）
200517・18W
日本時間の9月21日3時に、南鳥島の西およそ340km（北緯22度20分・東経151度30分）で発生し、アジア名「サオラー（Saola）」と命名された。命名国はベトナムで、「ベトナムレイヨウ」を意味する。台風は発達しながら北上して小笠原諸島を通過し、25日6時過ぎに伊豆諸島の八丈島付近を通過。同島では52.7m/sの最大瞬間風速を観測したほか、御蔵島では300mm以上の雨を記録した。この台風により、伊豆諸島を発着する旅客機の便に影響が出るなどした。25日6時には、1時間に55.5mmの激しい雨となり、総雨量は249.5mmとなった。そのため、八丈島や青ヶ島で、強風による住家被害や大雨による崖崩れや道路損壊などが発生した。また、25日には台風が銚子市の南南東約210kmの海上を北東に進んだため、千葉県でも強風による被害が生じた。
この台風により、負傷者1人、一部損壊1棟の被害が確認された。
なお、この台風の発生からわずか6時間後には、フィリピンの東で台風18号が発生している。

### 台風18号（ダムレイ）
200518・17W・ラブヨ
台風17号発生直後の9月21日9時に、フィリピンの東（北緯17度50分・東経123度）で発生し、アジア名「ダムレイ（Damrey）」と命名された。命名国はカンボジアで、「ゾウ」を意味する。また、フィリピン大気地球物理天文局はこの台風について、フィリピン名「ラブヨ（Labuyo）」と命名した。台風はフィリピンの北を通って南シナ海北部を西進し、現地時間の26日4時に海南島（中国海南省万寧市）に上陸。新華社によると、海南省気象台は24日18時（現地時間）に、重大気象災害11級の警報を出し、25日20時（現地時間）には海南省全域に対して、台風の最も強い警報である「台風紅色警報」を出した。台風は27日昼頃にベトナム北部に再上陸し、その後熱帯低気圧に変わった。
台風の直撃を受けた海南島では16人が死亡したほか、ベトナムなどでも多数の死者が出るなどし、この台風による死者数は少なくとも110人となった。

### 台風19号（ロンワン）
200519・19W・マリン
日本時間の9月26日9時にマリアナ諸島近海で発生し、アジア名「ロンワン（Longwang）」と命名された。命名国は中国で、「龍の王」を意味する。また、フィリピン大気地球物理天文局はこの台風について、フィリピン名「マリン（Maring）」と命名している。台風はその後西に進み、大東諸島の南を通過した後、台湾を横断した。その後は勢力が衰えて台湾海峡を通り、中国福建省に再上陸した。

### 台風20号（キロギー）
200520・21W・ナンドー
10月10日に大東島諸島の南東で発生し、アジア名「キロギー（Kirogi）」と命名された。命名国は北朝鮮で、「雁（がん）」を意味する。また、フィリピン大気地球物理天文局はこの台風について、フィリピン名「ナンドー（Nando）」と命名した。台風は南大東島の南でほぼ停滞しながら次第に発達し、12日午前3時頃には非常に強い勢力となった。14日になって少しずつ北に向けて動き始め、迷走しつつ北上。進路と速度によっては、17日にも紀伊半島から関東地方に上陸する可能性があるとされたが、複雑な動き故に進路予報は難しくなった。北上を続けるうち、ゆっくりであった速度は次第に速まり、結局上陸はせずに潮岬の南を通過後、伊豆諸島に接近した。
なお、仮にこの台風が日本に上陸していた場合、前年の台風23号以来となる、年内での上陸日時が遅い台風となっていた。

### 台風21号（カイタク）
200521・22W
10月29日に南シナ海で発生し、アジア名「カイタク（Kai-Tak）」と命名された。命名国は香港で、「啓徳空港」を意味する。台風は11月2日にベトナムに上陸し、その後消滅した。

### 台風22号（テンビン）
200522・23W・オンドイ
日本時間の11月10日9時に、フィリピンの東で発生し、アジア名「テンビン（Tembin）」と命名された。命名国は日本で、「てんびん座」を意味する。また、フィリピン大気地球物理天文局はこの台風について、フィリピン名「オンドイ（Ondoy）」と命名した。台風はその後ルソン島に上陸し、南シナ海へと抜けた。
（ ウィキニュースに関連記事があります。台風22号「テンビン」がフィリピン東の海上で発生）

### 台風23号（ボラヴェン）
200523・24W・ペペン
11月16日にフィリピンの東で発生し、アジア名「ボラヴェン（Bolaven）」と命名された。命名国はラオスで、高原の名前に由来する。また、フィリピン大気地球物理天文局はこの台風について、フィリピン名「ペペン（Pepeng）」と命名した。台風はフィリピン北部に接近したが、大きな被害は出なかった。

## 気象庁が「台風」に分類しなかった熱帯低気圧
| 熱帯低気圧番号 | 強さ (JTWC) | 衛星画像 | 進路図 | 発生  | 消滅  | 最低気圧 | 最大風速 (JTWC) |
| -------------- | ----------- | -------- | ------ | ----- | ----- | -------- | --------------- |
| 20W            | TD          |          |        | 10/07 | 10/07 | 1000hPa  | 30kt            |
| 25W            | TS          |          |        | 11/18 | 11/20 | 991hPa   | 45kt            |